# Себастиан I фон Зайн
Себастиан I фон Зайн (на немски: Sebastian I von Sayn; * 20 януари 1464; † 12 ноември 1498) от фамилията Зайн-Витгенщайн е от 1506 г. граф на Зайн и Хомбург.

## Произход и наследство
Той е по-малкият син на граф Герхард II фон Зайн (1417 – 1493) и съпругата му Елизабет фон Зирк (1435 – 1498), дъщеря на Арнолд VII фон Зирк († 1443) и Ева фон Даун († сл. 1485).
През 1506 г. Себастиан I наследява по-големия си брат Герхард III фон Зайн, който няма мъжки наследник.

## Фамилия
Себастиан I се жени ок. 1482 г. за Мария фон Лимбург (* ок. 1465; † 7 юни 1525), дъщеря на граф Вилхелм II фон Лимбург-Бройч († 1473) и Юта фон Рункел. Те имат децата:
- Ирмгард († 1551), наследничка на Лимбург ан дер Лене и Бройч, омъжена ок. 1500 г. за граф Вирих V фон Даун-Фалкенщайн-Лимбург (1473 – 1541)
- Йохан V фон Сайн (VIII) (1491 – 1529), граф на Сайн, женен I. за Агнес фон Хеекерен, II. на 1 януари 1516 г. за графиня Отилия фон Насау-Саарбрюкен (1492 – 1554)
- Герхард (1488 – млад)
- Вилхелмина († 1562), омъжена 1514 г. за Адриан фон Бремпт († 1527)